# Dire Dawa Railway FC
Der Dire Dawa Railway Football Club, auch bekannt unter Medr Babur, ist ein Fußballverein aus Dire Dawa in Äthiopien. Der Verein spielte in der höchsten nationalen Liga, der äthiopischen Premier League, gewann dort im Jahr 1977 die nationale Meisterschaft.

## Geschichte
Dire Dawa Railway gewann im Jahr 1977 unter dem Namen Medr Babur das erste Mal die äthiopische Fußballmeisterschaft. Durch den Titelgewinn nahm der Verein am African Cup of Champions Clubs 1978 teil, scheiterte aber nach Hin- und Rückspiel am libyschen Vertreter Al Tahaddy SC mit 4:5.
Bei der Gründung der äthiopischen Premier League in der Saison 1997/98 war der Verein zunächst nicht dabei und stieß erst eine Saison später zur neuen Spielklasse dazu. In ihrer Debütsaison erreichte die Mannschaft den 8. Tabellenplatz, der für den Klassenerhalt reichte. Nachdem der Verein einige Spielzeiten in der höchsten Spielklasse ohne Auffälligkeiten Richtung Top 3 oder Abstieg mitschwamm, müssten sie in der Saison 2002/03 den ersten Abstieg hinnehmen. Leider konnte sich Dire Dawa Railway von diesem Abstieg nicht mehr erholen, über den weiteren Weg des Vereins ist nichts weiteres mehr bekannt.

## Titel und Erfolge
- Äthiopische Premier League (1×): 1977

## Abschneiden in CAF-Wettbewerben
- African Cup of Champions Clubs: 1 Teilnahme

1978 – Erste Runde